# Лудянь
27°11′43″ пн. ш. 103°33′04″ сх. д. / 27.19524° пн. ш. 103.55119° сх. д.
Лудянь (кит. 鲁甸县, пін. Lŭdiàn Xiàn) — один із повітів КНР у складі префектури Чжаотун, провінція Юньнань. Адміністративний центр — містечко Веньпін.

## Географія
Лудянь лежить на висоті понад 1900 метрів над рівнем моря на півночі Юньнань-Гуйчжоуського плато.

### Клімат
Повіт знаходиться у зоні, котра характеризується океанічним кліматом субтропічних нагір'їв. Найтепліший місяць — липень із середньою температурою 19,9 °C. Найхолодніший місяць — січень, із середньою температурою 2,9 °С.
| Клімат повіту Лудянь    | Клімат повіту Лудянь | Клімат повіту Лудянь | Клімат повіту Лудянь | Клімат повіту Лудянь | Клімат повіту Лудянь | Клімат повіту Лудянь | Клімат повіту Лудянь | Клімат повіту Лудянь | Клімат повіту Лудянь | Клімат повіту Лудянь | Клімат повіту Лудянь | Клімат повіту Лудянь | Клімат повіту Лудянь |
| Показник                | Січ.                 | Лют.                 | Бер.                 | Квіт.                | Трав.                | Черв.                | Лип.                 | Серп.                | Вер.                 | Жовт.                | Лист.                | Груд.                | Рік                  |
| Середній максимум, °C   | 10,3                 | 13                   | 17,5                 | 21,4                 | 23,1                 | 23,9                 | 25,4                 | 25,2                 | 22,3                 | 17,9                 | 15                   | 11,3                 | 18,9                 |
| Середня температура, °C | 2,9                  | 5,4                  | 9,2                  | 13,4                 | 16,4                 | 18,5                 | 19,9                 | 19,3                 | 16,5                 | 12,3                 | 8,3                  | 4                    | 12,2                 |
| Середній мінімум, °C    | −1,4                 | 0,6                  | 3,8                  | 8                    | 11,7                 | 14,7                 | 16                   | 15,3                 | 12,8                 | 9,1                  | 4,4                  | −0,1                 | 7,9                  |
| Норма опадів, мм        | 14.7                 | 14.1                 | 22.8                 | 35.3                 | 81.4                 | 150.7                | 174.1                | 149.1                | 106                  | 74.1                 | 22                   | 8.5                  | 852.8                |
| Вологість повітря, %    | 76                   | 71                   | 67                   | 68                   | 71                   | 78                   | 80                   | 81                   | 82                   | 83                   | 80                   | 79                   | 76.3                 |
| ----------------------- | -------------------- | -------------------- | -------------------- | -------------------- | -------------------- | -------------------- | -------------------- | -------------------- | -------------------- | -------------------- | -------------------- | -------------------- | -------------------- |
| Джерело: data.cma.cn    |                      |                      |                      |                      |                      |                      |                      |                      |                      |                      |                      |                      |                      |